# Sandra Izsadore
De son véritable nom Sandra Smith, Sandra Izsadore est une chanteuse et activiste afro-américaine. Considérée comme "la mère de l'Afrobeat", elle est surtout connue pour avoir éveillé la conscience politique du chanteur nigérian Fela Kuti et pour l'avoir initié à l'africanisme. 

## Biographie
Très tôt, Sandra Smith souhaite devenir artiste. Elle étudie l'art dramatique et la danse africaine à Los Angeles. 
Pendant ses études, elle assiste à des réunions du Black Panther Party et du SNCC (Student Non Violent Coordinating Committee). Elle suit également les cours d'Elijah Muhammad dispensés dans le cadre de Nations of Islam.

### Rencontre avec Fela Kuti
Grâce au musicien de jazz Juno Lewis, elle rencontre Fela lors d'un concert en faveur des droits civiques donné à l'Ambassador Hotel à Los Angeles en août 1969. Ils deviennent rapidement très proches et c'est elle qui lui fait découvrir la réalité de l'esclavage et de ses conséquences, et qui lui fait prendre conscience des ravages de la colonisation. Installé chez elle, Fela lui emprunte l'autobiographie de Malcolm X et elle l'initie à la pensée du militant des droits civiques Eldridge Cleaver. Fascinée par l'idée d'une Afrique mythique et magique, c'est elle qui le met sur la voie de l'africanisme et éveille sa conscience politique. Fela dira plus tard "Sandra m'a donné l'éducation qu'il me fallait. C'est elle qui m'a ouvert les yeux". 
En 1976, elle part vivre plusieurs mois à "Kalakuta Republic", le domaine de Fela à Lagos, au Nigeria. Elle enregistre avec Fela la chanson "Upside Down" et l'interprète en concert au club de ce dernier, le Shrine. Izsadore est la seule chanteuse à être créditée sur un album de Fela.

### Suite de sa carrière
Après son départ du Nigéria, Sandra Izsadore poursuit sa carrière de chanteuse. Elle déménage au Royaume-Uni et s'intéresse au reggae. 
En 2011, elle compose la chanson "Tell the Truth, Fidel" pour dénoncer les discriminations subies par la population noire à Cuba. Elle utilise en fond sonore un discours de Malcolm X pour appeler le gouvernement cubain à cesser ses agissements contre les personnes noires. 